# Karmapolis
A Karmapolis egy 2010-ben alakult magyar elektro–indie zenekar.

## Tagjai
- Kenyeres András – gitár, ének, zongora, szintetizátor, producer, dalszövegek
- Szipszer Szabolcs – szintetizátor, dob, producer
- Lipi Gábor – basszusgitár

## Története
A tagok zenéltek már külön-külön is többféle formációban, mind külföldön, mind Magyarországon felléptek. Stílusukat elektro–indieként aposztrofálják. A dalokban a vokálok, dobok, gitárok és szintetizátorok egymással változatosan kiegészülve alkotnak egy egységes elegyet. A Pesti Est debütáló lemezüknél a heti hazai lemezajánlóban is írt. Dalaikat játszotta a Petőfi Rádió, a Kossuth Rádió, szerepeltek különféle hazai médiákban, többször is alkalmuk volt fellépni hazai klubokban. 
2014-ben az együttes bekerült A Dal 2015 eurovíziós nemzeti dalválasztó show elődöntőjébe The Time Is Now című dalukkal.